# Mikołajewice (Sieradz)
Pour les articles homonymes, voir Mikołajewice.
Mikołajewice est une localité polonaise de la gmina de Warta, située dans le powiat de Sieradz en voïvodie de Łódź.